# Культура Фолсом
Культура Фолсом (англ. Folsom) — північноамериканська археологічна культура доби палеоліту, що змінила культуру Кловіс. Датується 9,000—7,000 рр. до н. е.
Поширена на Плато Прерій (США), у східних схилів Скелястих гір від південної Канади до штату Техас. Отримала назву за знахідками з однойменного міста в штаті Нью-Мексико.
Стоянки Фолсом були тимчасовими таборами біля загонів мисливців на бізонів. Виключенням є довгострокова стоянка Линденмейер на північному сході штату Колорадо, де відкритий культурний шар з вогнищами, кістки бізона, верблюда й иншіх
Характерні листоподібні кам'яні наконечники списів, кам'яні ножі, шкребки, кістяні шила, намиста й інше.

## Див також
- Доколумбова ера